# 오다큐 전철 60000형 전동차
오다큐 전철 60000형 전동차(일본어: 小田急60000形電車)는 2008년부터 운행하고 있는 오다큐 전철의 전동차이다. 이 차량은 오다큐 로망스카 운행에 투입할 목적으로 제작되었다. 전 편성이 일본차량제조에서 제조되었다.

## 운행 노선
- 오다큐 오다와라 선
- 오다큐 에노시마 선
- 도쿄 메트로 지요다 선
- 하코네 등산 철도 철도선
- JR 도카이 고텐바선

## 사진

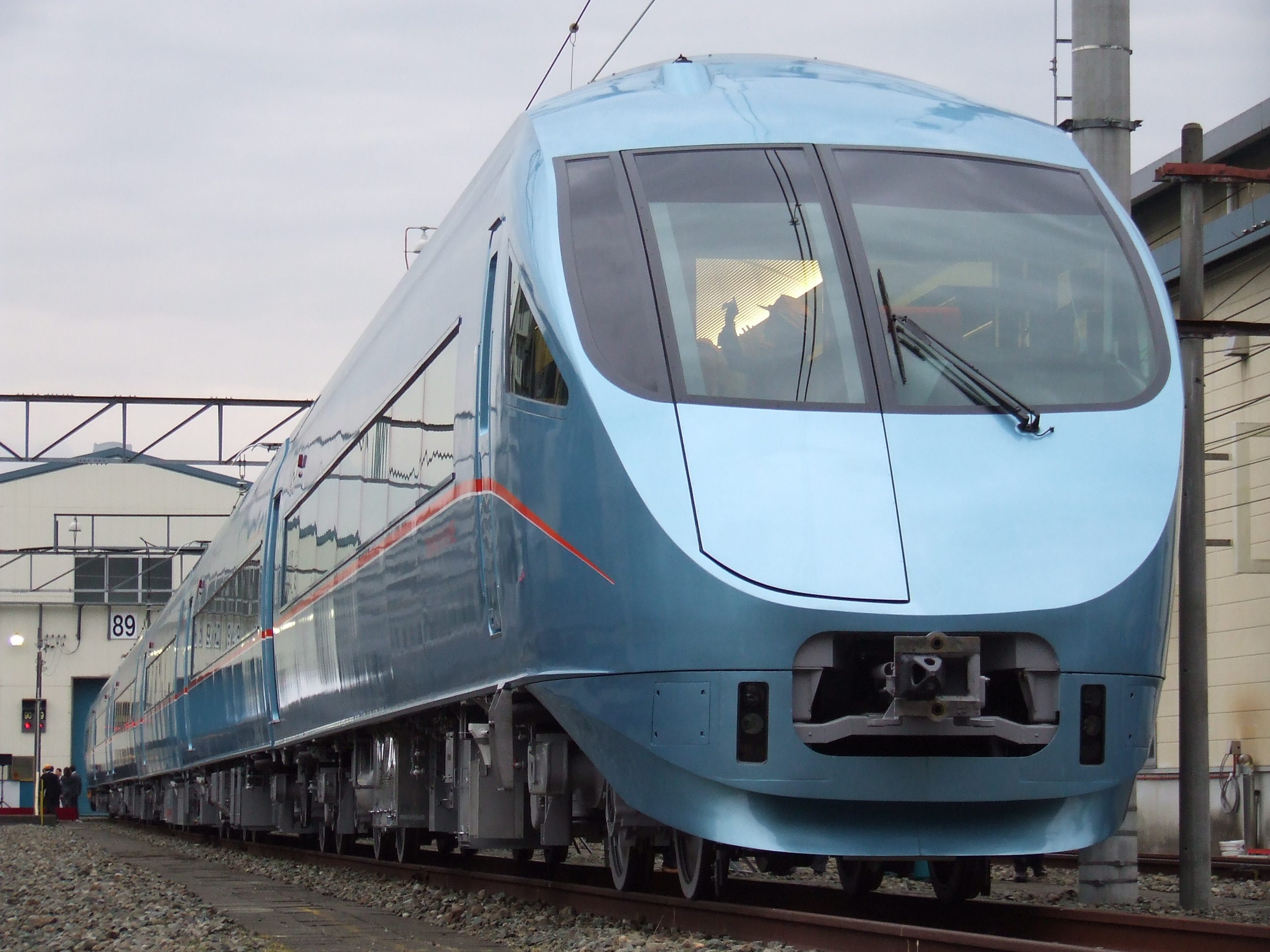
오다큐 전철 60000형 MSE(Multi Super Express) 전동차

## 참고 자료
- (일본어) 오다큐 전철 60000형 전동차 - 공식 웹사이트
- (일본어) 오다큐 전철 60000형 전동차 소개 - 일본차량제조